# Telesias
Telesias war ein griechischer Töpfer, tätig in der Mitte des 6. Jahrhunderts v. Chr. in Athen.
Er ist nur bekannt durch seine Signatur unter beiden Henkeln einer Bandschale in Athen, Nationalmuseum 2503 (nicht 2466). Der Name war nicht sicher lesbar, John D. Beazley führt ihn als „Teles?? or Telesias??“ an, nach neuester Lesung steht hier Telesais, wohl als Verschreibung von Telesias. Er gehört zu den Kleinmeistern.